# Hansa Heavy Lift
Die Hansa Heavy Lift GmbH war eine internationale Schwergutreederei mit Sitz in Hamburg, die auf den Transport von Schwergut, Projekt- und Stückgutladungen spezialisiert war. Im Dezember 2018 meldete das Unternehmen Insolvenz an.

## Geschichte
Der US-amerikanische Finanzinvestor Oaktree Capital Management, der an der insolventen Beluga Group beteiligt war, gründete mit 65 Mitarbeitern die Schwergutreederei Hansa Heavy Lift. Sieben der zum Start der Reederei 16 Schiffe umfassenden Flotte stammten aus dem Besitz der Beluga Chartering bzw. ihrer Beteiligungsgesellschaften. Die übrigen Schiffe gehörten bereits vor der Insolvenz der Beluga Group direkt zu Oaktree. Hansa Heavy Lift wurde in Bremen gegründet, zog aber Anfang 2012 nach Hamburg um. Daneben betrieb das Unternehmen Büros in Singapur und Houston.
Im Dezember 2018 meldete das Unternehmen Insolvenz an, nachdem Oaktree aufgrund der anhaltend schwierigen Marktsituation in der weltweiten Schwergutschifffahrt keine weiteren Finanzmittel mehr in das Unternehmen investieren wollte.

## Flotte
Hansa Heavy Lift betrieb 14 eigene Mehrzweck- und Schwergutschiffe (Stand: 2018). Die Schiffe verfügten über die Eisklasse E3, die eine Fahrt in eisbedeckten Gewässern mit einer Eisstärke von bis zu 1,5 Metern erlaubt. Alle Schiffe waren mit Schwergutkranen bis zu einer Hebelast (SWL) von 700 t ausgerüstet.
Im Einzelnen gehörten zu der Reederei folgende Schiffstypen:
| Name           | Schiffstyp                        | Anzahl    | Tragfähigkeit | Länge    | Breite | Tiefgang | Laderauminhalt | Decksgröße | Krane                                          |
| -------------- | --------------------------------- | --------- | ------------- | -------- | ------ | -------- | -------------- | ---------- | ---------------------------------------------- |
| F-Serie        | Mehrzweckschiff-Schwergutfrachter | 2 Schiffe | 12.776 dwt    | 138,50 m | 21,0 m | 8,0 m    | 15.952 m³      | 1.462 m²   | 2 × 180 t, kombiniert 360 t (NMF)              |
| F-Serie        | Mehrzweckschiff-Schwergutfrachter | 2 Schiffe | 12.744 dwt    | 138,07 m | 21,0 m |          | 15.952 m³      |            | 2 × 150 t, kombiniert 300 t (NMF)              |
| P1-Series      | Schwergutfrachter                 | 2 Schiffe | 19.350 dwt    | 166,25 m | 22,9 m | 9,8 m    | 23.959 m³      | 1.956 m²   | 2 × 400 t, 1 × 120 t, kombiniert 800 t (NMF)   |
| P2-800-Series  | Schwergutfrachter                 | 3 Schiffe | 20.100 dwt    | 168,68 m | 25,2 m | 9,5 m    | 26.337 m³      | 1.956 m²   | 2 × 400 t, 1 × 120 t, kombiniert 800 t (NMF)   |
| P2-1400-Series | Schwergutfrachter                 | 5 Schiffe | 19.450 dwt    | 168,68 m | 25,2 m | 9,5 m    | 26.337 m³      | 1.956 m²   | 2 × 700 t, 1 × 180 t, kombiniert 1.400 t (NMF) |